# Boby Lapointe
Robert Lapointe, der Boby Lapointe (* 16. April 1922 in Pézenas, Département Hérault, Frankreich; † 29. Juni 1972 ebenda) gerufen wurde, war ein französischer Sänger, der für seine an Kalauern und zotigen Schüttelreimen reichen Texte bekannt war.
Für den Kabarettisten Thomas Pigor ist Boby Lapointe wegen seiner formalen Experimentierfreude, die im krassen Gegensatz zur heutigen Konformität stehe, ein klassisches Vorbild.

## Kindheit und Studienjahre
Seine exzentrische und zu derben Späßen neigende Natur zeigte sich schon in seiner Jugend. Er verspottete die Bürger und machte die gute Gesellschaft und den Klerus lächerlich.
Er wollte ursprünglich Testpilot werden. Als Schüler konstruierte er Flugmaschinen, bei deren Erprobung er sich manche Verletzung zuzog.
Nach dem Baccalauréat begann er ein Studium an der École Centrale und der Sup-aéro, um seine Leidenschaft für die Fliegerei und die Mathematik befriedigen zu können. Er erfand ein Automatikgetriebe für Autos, das andere Konstrukteure später mit Erfolg vermarkten konnten.

## Der Krieg
1942 wurde er von der deutschen Besatzungsmacht zur Zwangsarbeit nach Linz deportiert. Er floh noch im gleichen Jahr und kehrte nach einer siebenmonatigen Odyssee unter verschiedenen falschen Namen (u. a. Robert Foulcan – „fout le camp“ = umgangssprachlich für „haut ab“) 1944 in seine Heimatregion in Frankreich zurück. Lapointes Statur und Körperkraft erlaubten es ihm, Taucher im Hafen von La Ciotat zu werden und so der von der deutschen Besatzungsmacht und der lokalen Miliz eingeleiteten Fahndung zu entgehen.
Seine Liebe zu Worten und seine Lust am Schreiben ermunterten ihn dazu, Chansons zu komponieren, die voll von Kalauern, Wortspielen und zotigen Schüttelreimen sind. Sein randständiger intellektueller Stil war allerdings nicht dazu angetan, aus ihm einen erfolgreichen Chansonnier zu machen.
Er redigierte Gedichtsammlungen wie auch Aufsätze zu Kalauern und suchte nach Interpreten für seine Chansons. Lapointes Stil schreckte jedoch ab: bei einer Gala de la Chanson in Juan-les-Pins lehnten Les Frères Jacques (Quatuor vocal), erschreckt ob der Kompliziertheit seiner mit Wortspielen gespickten Texte, eine von Lapointe vorgeschlagene Zusammenarbeit ab.

## Die Anfänge und der Erfolg
Nach dem Ende des Krieges 1946 heiratete er Colette Maclaud, mit der er zwei Kinder, Ticha und Jacky, hatte. Sie verließen La Ciotat und gingen als Familie nach Paris, wo er ein Geschäft für Babyausstattung eröffnete, welches er nach kurzer Zeit wieder schließen musste. Im Anschluss trennte sich das Paar. Lapointe wechselte das Metier und wurde Antenneninstallateur, ohne mit dem Schreiben aufzuhören.
1956 war der offizielle Anfang seiner musikalischen Karriere: der Komiker Bourvil und Gilles Grangier wählten eines seiner Chansons (Aragon et Castille) für einen musikalischen Übergang in dem Film Aprilscherz. Etienne Lorin, der Akkordeonist Bourvils, der ein Freund Lapointes wurde, schlug dieses Chanson Bourvil vor. Weder der Film noch das Chanson hatten großen Erfolg. Immerhin war Lapointe in die Pariser Szene eingeführt worden.
Er hatte in seiner Zeit als Sänger im Pariser Cabaret Le Cheval d’Or seine ersten großen Auftritte. Dort begegnete er Anne Sylvestre, Raymond Devos, Ricet Barrier bzw. Georges Brassens, mit dem eine wechselseitige Sympathie entstand. Lapointe fiel nicht nur wegen seiner physischen Statur auf – sein Taillenumfang und sein athletischer Zuschnitt sowie sein vermeintlich mürrisches Auftreten befremdeten dort –, sondern auch aufgrund seiner Darbietungen aus dem Stegreif und seiner Texte voller Wortspiele. Er wurde zur Hauptattraktion des Cabarets und zog die Aufmerksamkeit des Filmemachers François Truffaut auf sich. Dieses so beschriebene Bild Lapointes ist die Vorlage für die Rolle des Sängers in dem Film Tirez sur le pianiste (Schießen Sie auf den Pianisten) mit Charles Aznavour. Die ausgesuchten Chansons sind Framboise und Marcelle. Lapointe traf Philippe Weil bei den Dreharbeiten. Dieser engagierte ihn für ein anderes Pariser Cabaret, das Les Trois Baudets. Zwischen 1960 und 1961 nahm er dort zwei Schallplatten mit den Chansons Marcelle, Le poisson Fa, Bobo Léon und Aragon et Castille, die am Ende auch Erfolg hatten.
Auch mit den folgenden Kompositionen flaute der Erfolg nicht ab: L’hélicon, Ta Katie t’a quitté, Saucisson de cheval, Comprend qui peut, Méli-Mélodie, Le tube de toilette, La maman des poissons …

## Die schwierigen Jahre
In den 1960er Jahren reihten Lapointe und Georges Brassens Tourneen an Tourneen und Liederabende an Liederabende. Aber seine zu Launen neigende Natur verleitete ihn zu Fehlern. Als er das Konzertcafé Le Cadran Bleu eröffnete, folgte sein Bankrott rapide. Brassens half ihm, indem er eine erhebliche Zahl an Schuldverpflichtungen Lapointes übernahm und ihm kleinere Jobs fürs Überleben verschaffte. Der Programmdirektor der Radiostation Europe 1 überredete Lapointe, bei der Plattenfirma AZ einen Vertrag zu unterzeichnen. Aber in den 1960er Jahren begann die Yéyé-Epoche (Beat-Epoche), und der Blasmusikstil, auf dem alle Lieder von Lapointe fußen, war nicht mehr gefragt, weder im Rundfunk noch in den Musikgeschäften.
Jedoch nahm Lapointe wieder den cinematographischen Teil seiner Karriere wieder auf, um in den Filmen von Claude Sautet zu spielen: so war er der brutale Zurückgebliebene in Das Mädchen und der Kommissar ( Max et les ferrailleurs) und der Schweinewaggonfahrer in Die Dinge des Lebens (Les Choses de la vie). Zur gleichen Zeit drängte ihn Joe Dassin, einen neuen Plattenvertrag bei Fonata/Philips zu unterzeichnen, der am Ende sein Produzent wurde. Lapointe ging auf Tournee, um für seine letzte Platte Comprend qui peut unter der Leitung von Dassin Reklame zu machen. Die Hülle des Albums zeigt das Gemälde des Sängers, das von dem naiven Maler Maurice Ghiglion-Green geschaffen wurde. Dieses Porträt, das ihn im gestreiften Seemannspulli, an Gänseblümchen riechend, zeigt, wurde in späteren Jahren zu einer Ikone Lapointes.
Als Hobbymathematiker erfand Lapointe 1968 das Notationssystem bibi-binär für die Darstellung hexadezimaler Zahlen.
Er verfolgte gleichwohl seine Karriere als Sänger weiter. Seinen letzten Auftritt hatte er im Vorprogramm eines Konzertes seines Fans und Freundes Pierre Perret im Bobino in Paris.

## Das Ende
Mit fünfzig Jahren starb Boby Lapointe in Pézenas im Kreise seiner Familie an Krebs. Er hat nur etwa fünfzig Chansons aufgenommen, welche bis in die Gegenwart Verbreitung finden; so haben Jean-Marie Machado und André Minvielle 2012 seine Chansons auf ihrem Album La fête à Boby neu interpretiert.
2015 wurde ein Asteroid nach ihm benannt: (27968) Bobylapointe.

## Filmografie
Er hat in zahlreichen Filmen sowohl in kleinen Rollen als auch als Komponist mitgewirkt.
- 1960: Schießen Sie auf den Pianisten (Tirez sur la pianiste)
- 1969: Mais qu’est-ce qui fait courir les crocodiles?
- 1969: Die offene Rechnung (L’Ardoise)
- 1970: Die Dinge des Lebens (Les choses de la vie)
- 1970: L’oro dei bravados
- 1971: Das Mädchen und der Kommissar (Max et les ferrailleurs)
- 1971: Mörder im Namen der Ordnung (Les Assassins de l’ordre)
- 1971: Rendezvous in Bray (Rendez-vous à Bray)
- 1971: Der Sträfling und die Witwe (La veuve Couderc)

## Fundstellen
- zwei Webpräsenzen:
  - perso.wanadoo.fr enthält einige Texte mit Akkorden zur Gitarre
  - http://perso.magic.fr/ormerry/boby/
- einige Bücher:
  - Boby Lapointe. Par Huguette Long Lapointe (sa sœur) et ses amis. (Encre, 1983)
  - Boby Lapointe. de Jacques Perciot (Denoël, 1997, Coll. Document et histoire)
  - Boby Lapointe. d’Alain Poulanges (Editions du May, 1994)
  - Le Boby Lapointe. Textes illustrés (Mango, 1998, coll. Il suffit de passer le pont 1998)
  - La maman des poissons. texte illustré par Fabrice Turrier (Didier Jeunesse, 2000, coll. Guinguette)

| Personendaten    | Personendaten                            |
| ---------------- | ---------------------------------------- |
| NAME             | Lapointe, Boby                           |
| ALTERNATIVNAMEN  | Lapointe, Robert                         |
| KURZBESCHREIBUNG | französischer Sänger                     |
| GEBURTSDATUM     | 16. April 1922                           |
| GEBURTSORT       | Pézenas, Département Hérault, Frankreich |
| STERBEDATUM      | 29. Juni 1972                            |
| STERBEORT        | Pézenas, Département Hérault, Frankreich |